# Mar Menor

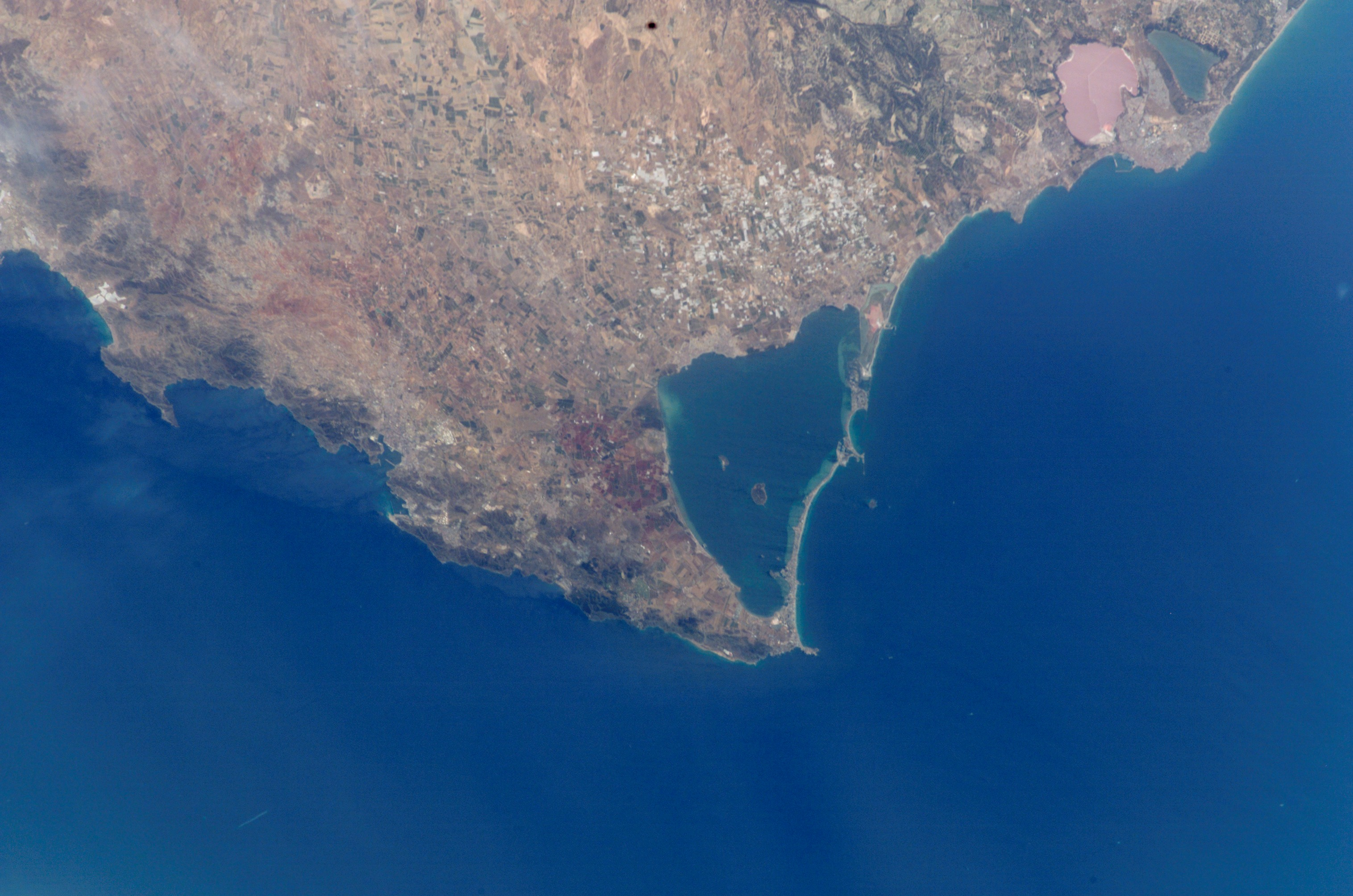
Widok z satelity na Mar Menor

Mar Menor (pol. „Morze Mniejsze”) – laguna płytkiej i bardzo słonej wody odcięta od Morza Śródziemnego mierzeją La Manga w południowo-wschodniej Hiszpanii w regionie Murcji. 
Mar Menor zajmuje powierzchnię 170 km². Długość linii brzegowej 73 km. Woda jest tu ciepła i płytka, w najgłębszych miejscach sięga do 7 m głębokości. Ze względu na łagodnie wiejący tutaj wiatr są tu dogodne warunki do uprawiania sportów wodnych zwłaszcza windsurfingu. Po drugiej stronie mierzei, już na otwartym morzu, znajduje się wiele skalistych wysepek pochodzenia wulkanicznego. Występuje tutaj stosunkowo duże zasolenie wody 42–47‰, zaś w przypadku Morza Śródziemnego to zasolenie wynosi ok. 36–37‰. Ze względu na odmienne warunki środowiska przyrodniczego w odróżnieniu od Morza Śródziemnego flora i fauna znacznie się różni występują tu m.in.: płaszczoobrosłe, dorady, mugil cefal, ryby z rodziny Epinephelinae, mątwy oraz flamingi.

## Galeria

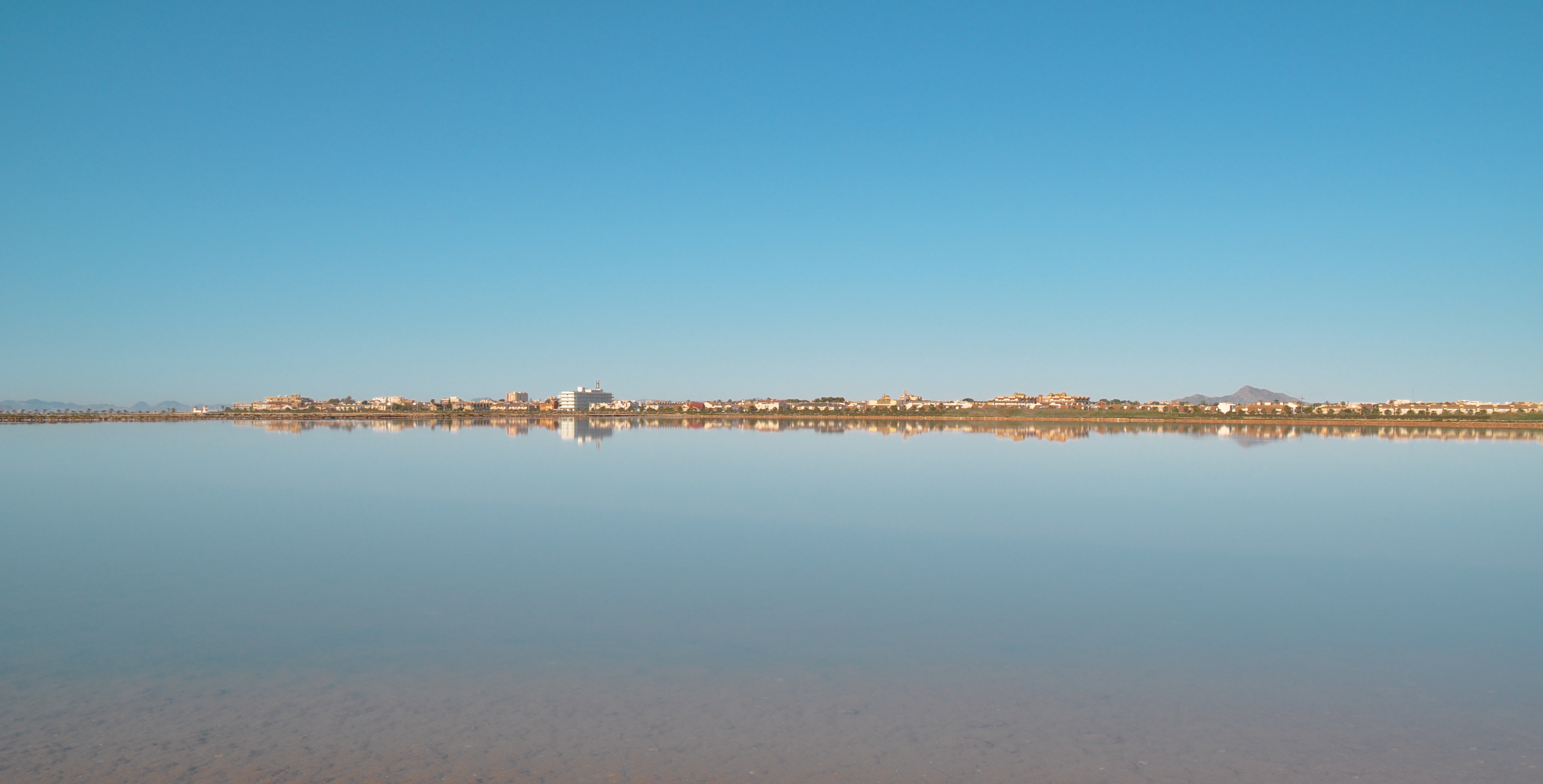
Mar Menor
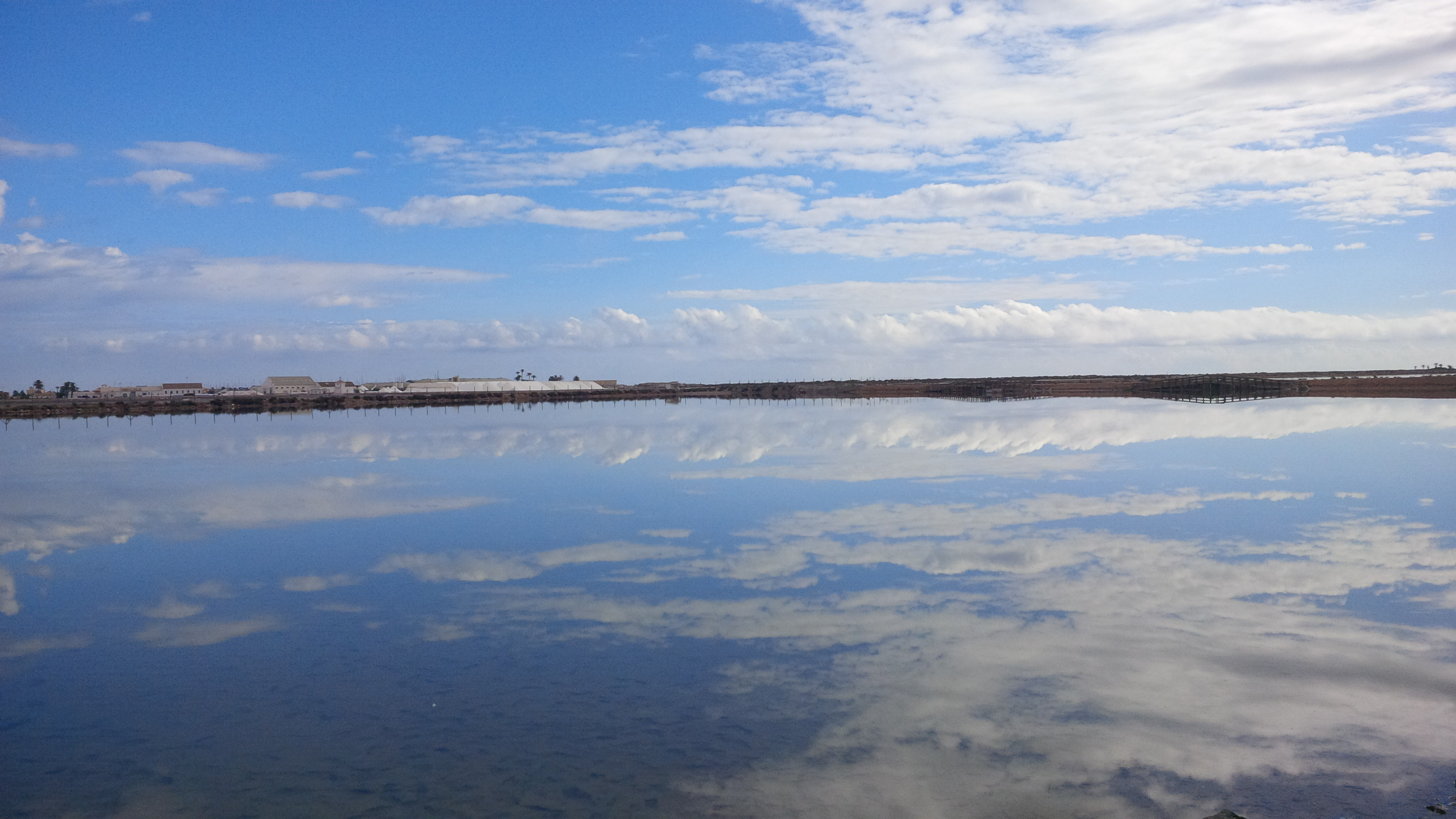
Mar Menor
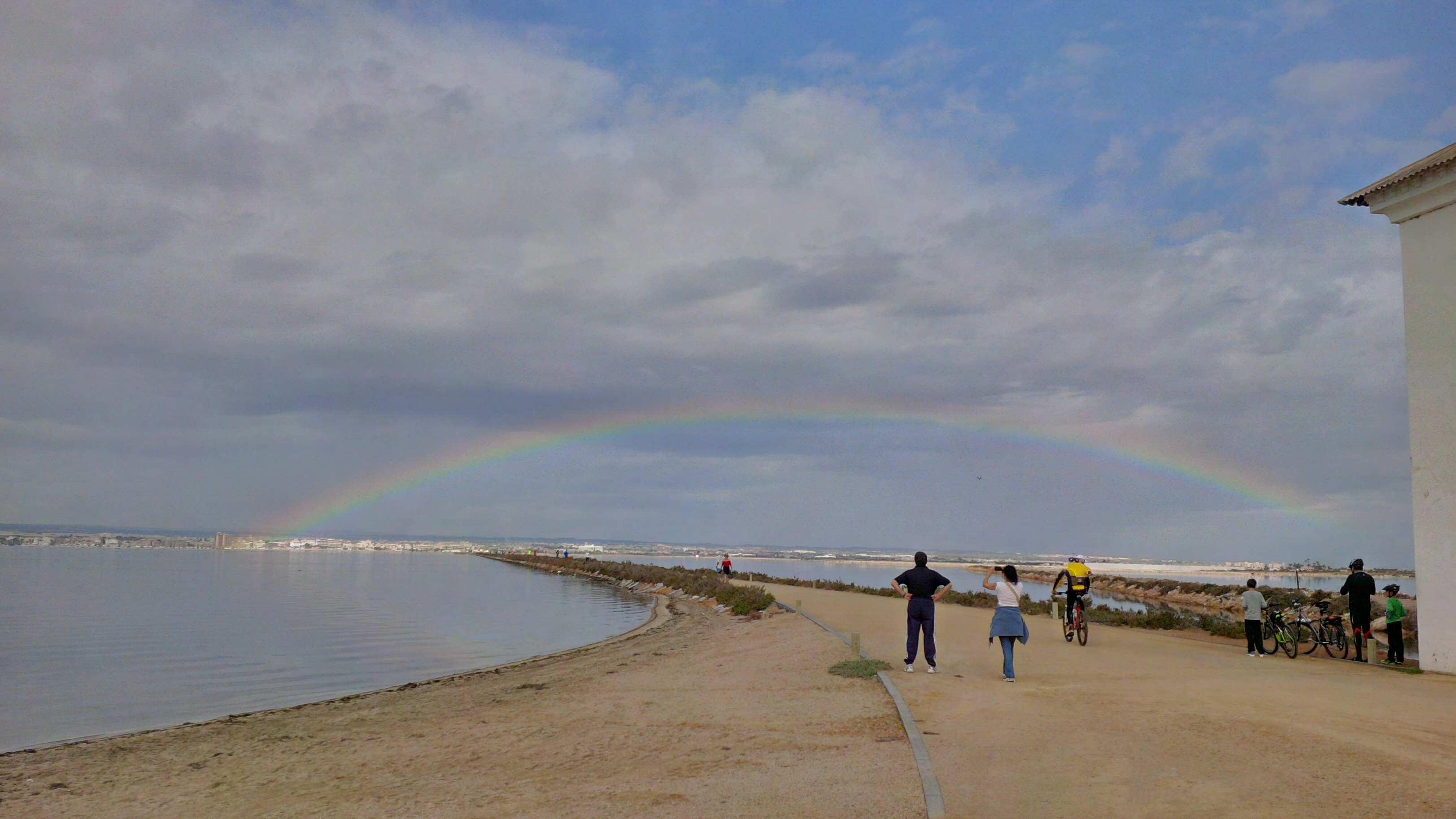
Mar Menor
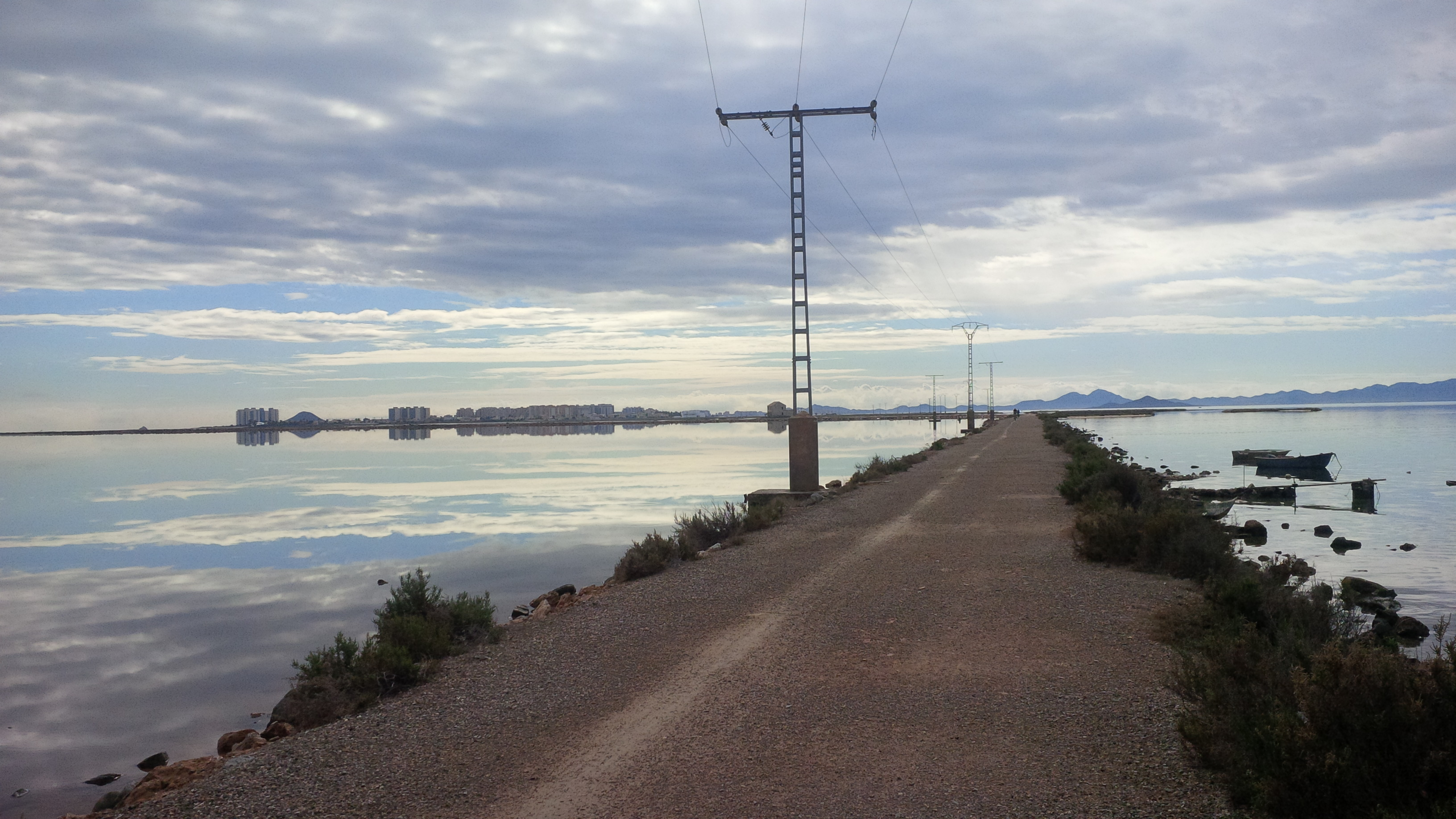
Mar Menor